# Grijze menievogel
De grijze menievogel (Pericrocotus divaricatus) is een zangvogel uit de familie Campephagidae (rupsvogels).

## Verspreiding en leefgebied
Deze soort broedt in noordoostelijk Azië en trekt na de broedtijd naar Zuidoost-Azië.

## Status
De grootte van de populatie is niet gekwantificeerd maar de soort wordt omschreven als vrij algemeen. Op de Rode lijst van de IUCN heeft deze soort de status niet bedreigd.